# Papillaria miqueliana
Papillaria miqueliana là một loài Rêu trong họ Meteoriaceae. Loài này được (Müll. Hal.) Renauld & Cardot mô tả khoa học đầu tiên năm 1896.